# Culex flavicornis
Culex flavicornis är en tvåvingeart som beskrevs av Philip James Barraud 1924. Culex flavicornis ingår i släktet Culex och familjen stickmyggor. Inga underarter finns listade i Catalogue of Life.